# مكتبة بيكر بيري
تعد مكتبة بيكر بيري المكتبة الرئيسية في كلية دارتموث في هانوفر نيو هامبشاير . وتعبر لوحتها الجدارية عن ملحمة الحضارة الأمريكية، والتي رسمت في الطابق السفلي من المكتبة بواسطة خوسيه كليمنتي أوروزكو، وتعتبر معلما تاريخيا وطنيا. وتم تصميم برجها بعد مبنى قاعة الاستقلال في فيلادلفيا، ويبلغ ارتفاعه 200 قدم فوق الحرم الجامعي وغالبًا ما يستخدم كرمزية ابداعية للكلية.
و تعد مكتبة فيشر أميس بيكر التذكارية هيي المبنى التاريخي الاصل لمكتبة بيكر بيري. وتم افتتاحه في عام 1928 بمجموع 240.000 من المجلدات. وصمم المبنى بواسطة جنس فريدريك لارسون استنادا على تصميم مبنى قاعة الاستقلال في فيلادلفيا، وبتمويل كمنحة إلى كلية دارتموث من جورج فيشر بيكر إحياءً لذكرى عمه (فيشر أميس بيكر، صف دارتموث عام 1859). وفي عامي 1941 و 1957-1958 تم توسيع المنشأة وتلقت المجلد المليون في عام 1970.

وتبرع جون بيري وعائلة بيكر في عام 1992 بمبلغ 30 مليون دولار أمريكي لبناء منشأة جديدة ، ويعد مصمم مكتبة بيري المجاورة لمكتبة بيكر هو المهندس المعماري روبرت فينتوري ، وتم افتتاح المجمع الجديد في عام 2000 و تم الانتهاء منه تماما في 2002 وهوا يضم كل من مكتبة بيكر ومكتبة بيري تحت عنوان مكتبة بيكر بيري. وتضم مكتبات كلية دارتموث في الوقت الحاضر أكثر من 2 مليون مجلد في مجموعاتها.

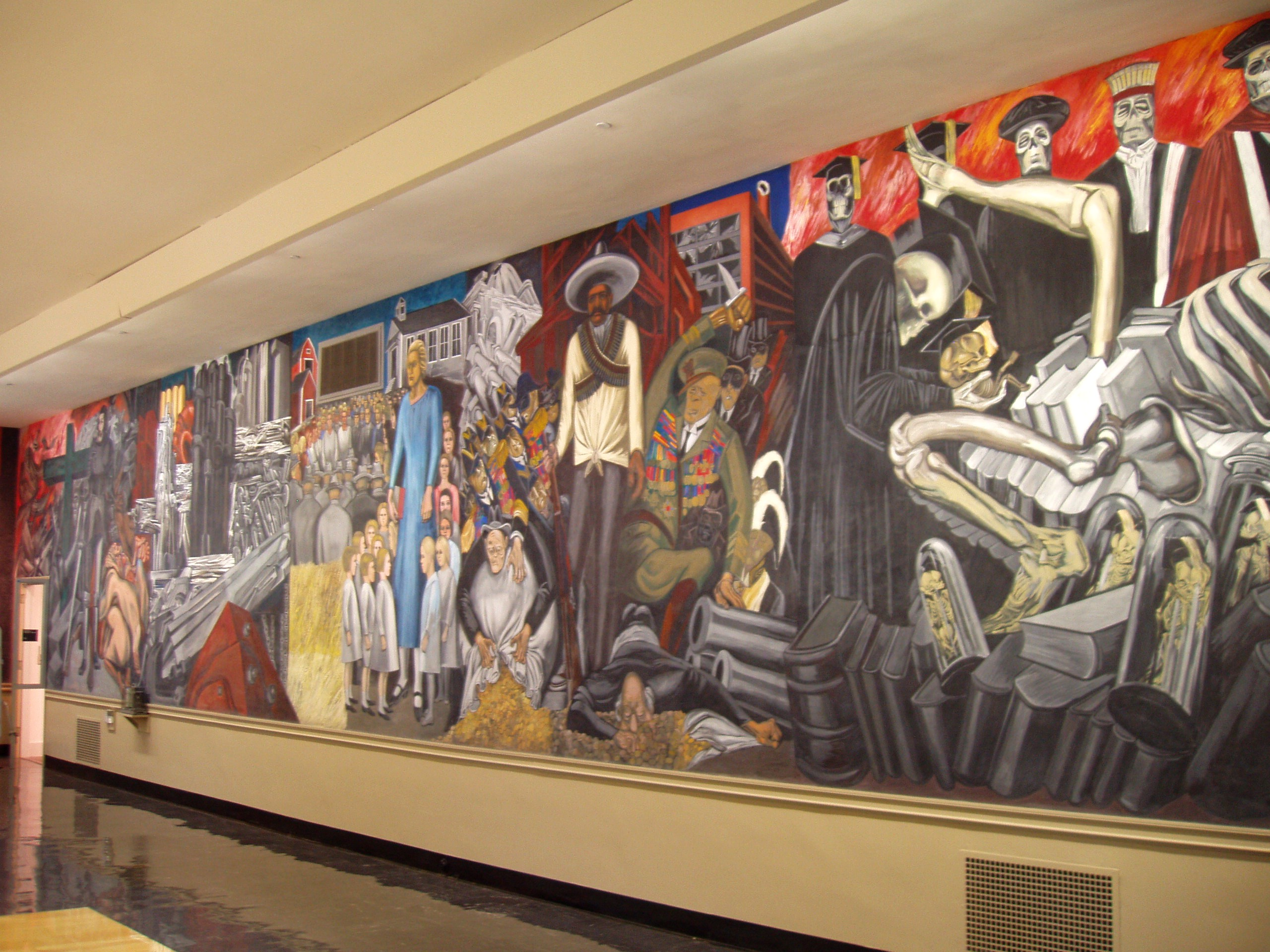
القسم ، جدارية دارتموث (1932-1934) لخوسيه كليمنتي أوروزكو
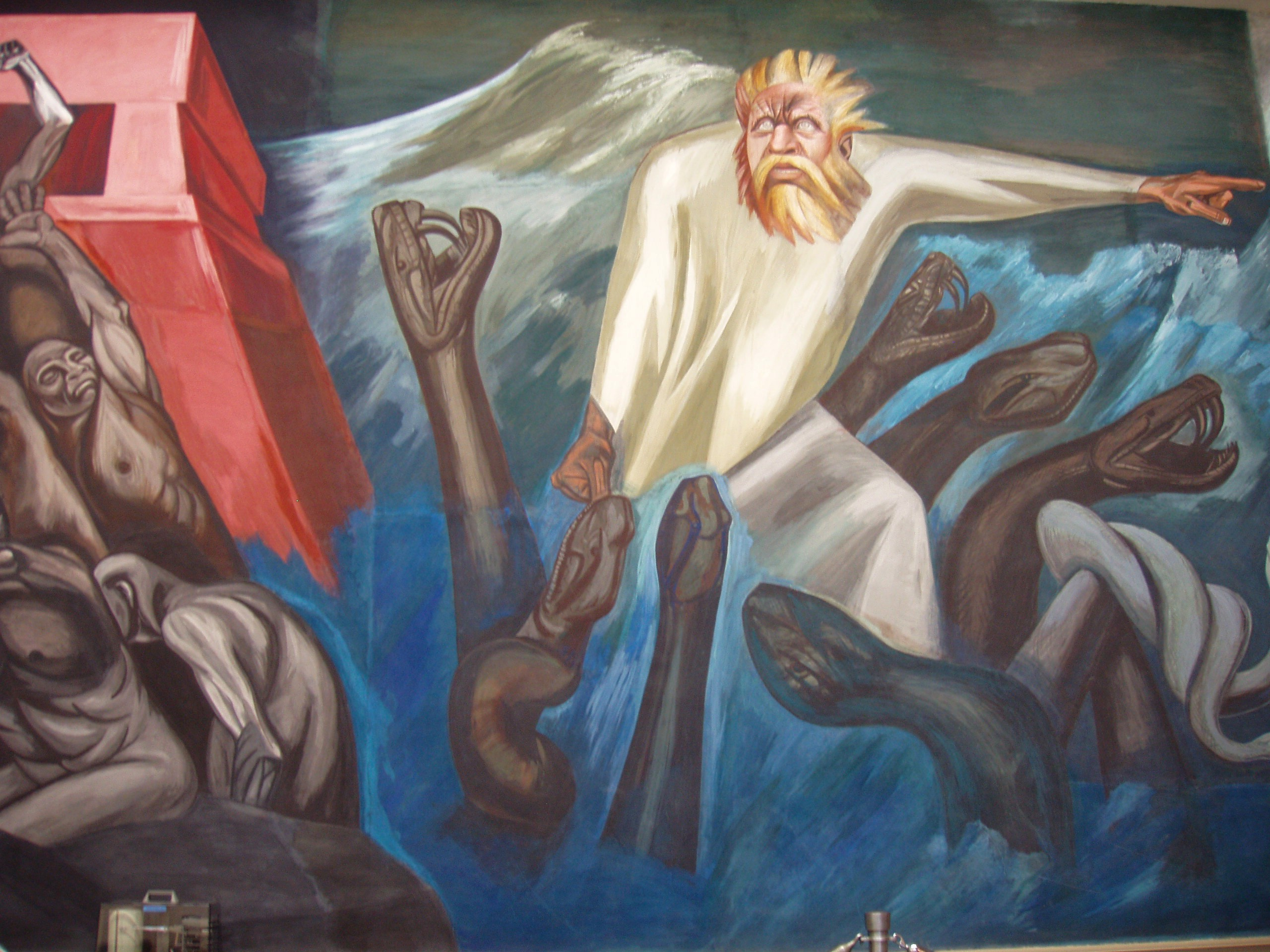
رحيل Quetzalcoatl ، جدارية دارتموث بواسطة خوسيه كليمنتي أوروزكو
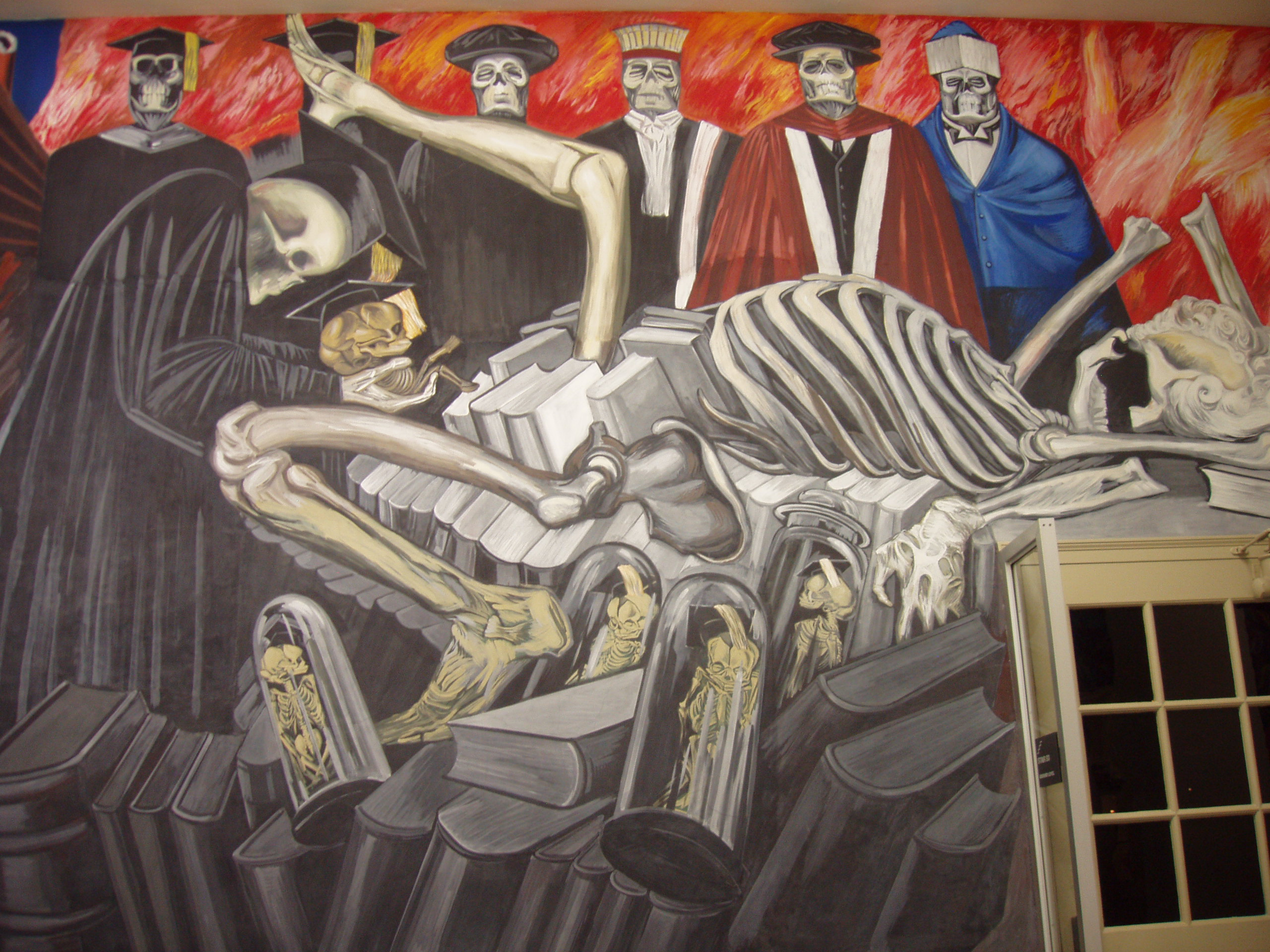
آلهة العالم الحديث ، جدارية دارتموث لخوسيه كليمنتي أوروزكو

## روابط خارجية
- تاريخ مكتبة كلية دارتموث
- برج الجرس في مكتبة بيكر نسخة محفوظة 20 سبتمبر 2009 على موقع واي باك مشين.